# Bernhard Rehbinder
Bernhard Rehbinder, född 4 juli 1639, död 9 juli 1705 på Nuhjala i Vemo socken, var en svensk friherre och militär.
Bernhard Rehbinder var son till generalmajor Henrik Rehbinder och Hildegard von Yxkull. Han blev ryttare vid Gustaf Adolf Lewenhaupts regemente 1655, kornett där 1656, blev senare löjtnant vid Krister Horns regemente till häst och erhöll avsked 1658. Rehbinder blev ryttmästare vid Åbo läns rekryter 1659, kapten vid Fabian Berendes värvade dragonregemente 1661, ryttmästare vid Åbo läns kavalleriregemente 1665, kapten vid Hälsinge tremänningsinfanteriregemente 1675, major vid Karelska kavalleriregementet 1676 och vid Åbo läns kavalleriregemente 1677. Han blev överstelöjtnant vid Åbo läns kavalleriregemente 1678 och var överste och chef för Åbo och Björneborgs läns kavalleriregemente 1695–1701. Han beviljades avsked 1701 på grund av skador han lidit i slaget vid Narva.